# Walter Fiedler (Politiker)
Walter Fiedler (* 2. August 1944 in Görlitz) ist ein deutscher Politiker der CDU und ehemaliger Abgeordneter der Volkskammer und des Deutschen Bundestags.

## Leben
Fiedler verbrachte seine Schulzeit in Oranienbaum und Seehausen (Altmark). 1963 legte er sein Abitur ab. Von 1964 bis 1970 studierte er an der Medizinischen Fakultät der Friedrich-Schiller-Universität in Jena. 1975 qualifizierte er sich zum Facharzt für Anaesthesiologie und Intensivmedizin. Anschließend arbeitet er ab 1976 am Kreiskrankenhaus Osterburg-Seehausen (Altmark) bis 1984 als Oberarzt. Parallel dazu leitete Fiedler ab 1981 die Schnelle Medizinische Hilfe des Kreises Osterburg und die Rettungsstelle am Seehäuser Krankenhaus. Für sein Engagement wurde er zum Medizinalrat ernannt. Das vormalige Kreiskrankenhaus Seehausen-Osterburg ist nunmehr das Agaplesion Diakoniekrankenhaus Seehausen. Hier war er bis zum 31. Dezember 2009 als leitender Abteilungsarzt für Anästhesie- und Intensivtherapie tätig. Außerdem besetzt er die Stelle als ärztlicher Leiter des Notarztstützpunktes Seehausen bis zum 31. Dezember 2011.
1990 war er Mitbegründer der AGSHN (Arbeitsgemeinschaft in Sachsen-Anhalt tätiger Notärzte) deren Vorsitzender er bis 1996 war. Zurzeit ist er Vorstandsmitglied der AGSHN.

## Politik
Fiedler war seit 1974 Mitglied der CDU der DDR. In diesem Jahr wurde er Stadtrat von Seehausen. 1984 wechselte als Abgeordneter der CDU bis 1989 in den Osterburger Kreistag. Am 18. März 1990 stellte er sich als Kandidat der CDU für die ersten freien Volkskammerwahlen zur Wahl. Fiedler zog in das Parlament ein und gehörte anschließend zu den 144 Abgeordneten, die am 3. Oktober 1990 in den Bundestag einrückten.
Derzeit ist er Mitglied im Stadtrat der Hansestadt Seehausen.